# Aphodius porcus
Aphodius porcus là một loài bọ cánh cứng trong họ Scarabaeidae. Loài này được Fabricius miêu tả khoa học năm 1792.

## Hình ảnh

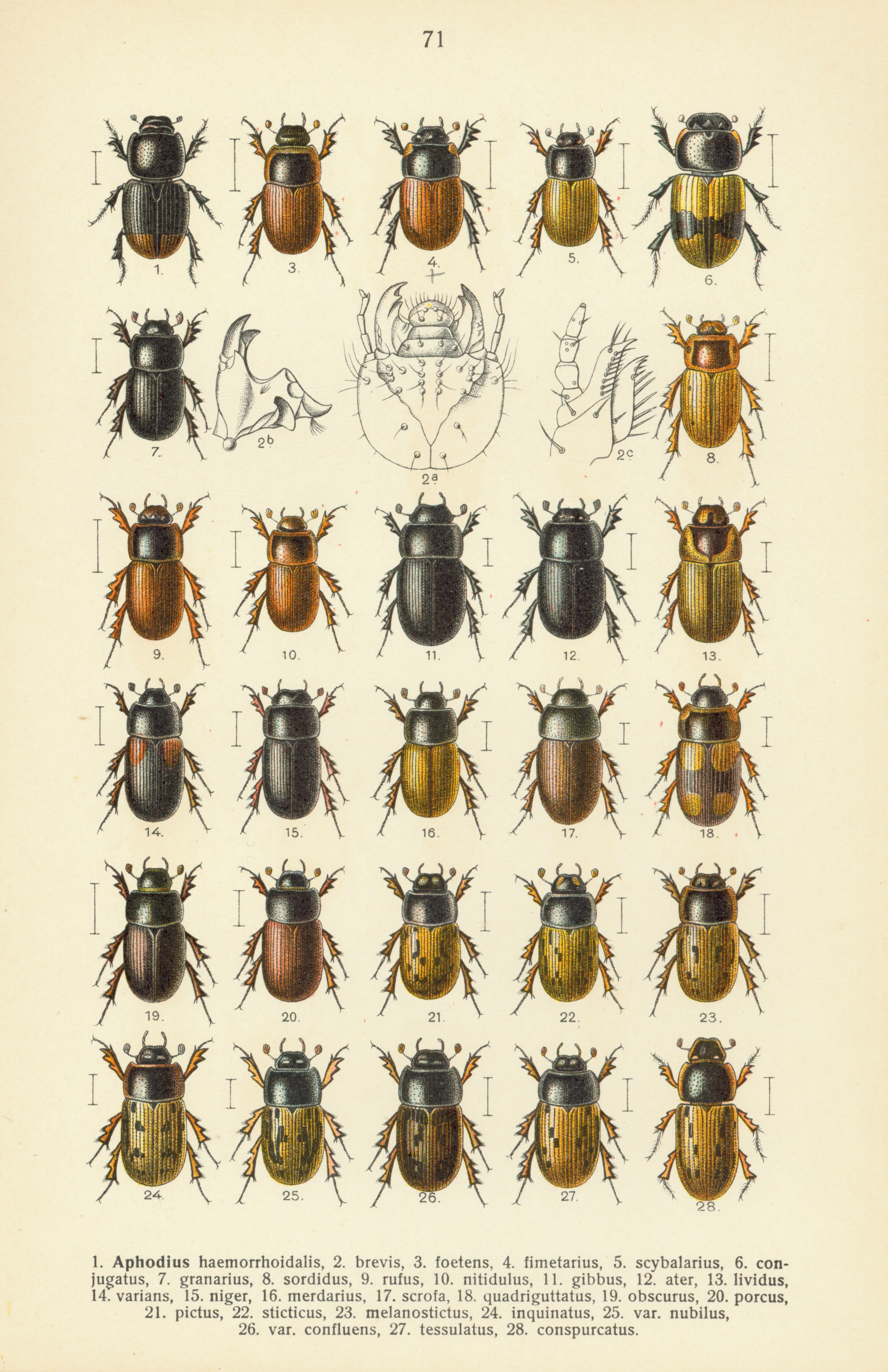